# Hard Times Cafe
Hard Times Cafe es un restaurante de propiedad colectiva en el barrio Cedar-Riverside de Minneapolis, Minnesota, que es de propiedad cooperativa. Es conocido por su punk y la ideología hippie, su ambiente áspero y su amplia selección de comida vegetariana y vegana. Está abierto 22 horas al día, y cierra sólo de 4 a 6 a.m.

## Historia
Hard Times fue fundada como una cafetería de 24 horas en 1992 por ocho empleados de The Urban Peasant, otro restaurante en ese lugar. Trabajando con la visión de un lugar donde todo tipo de personas pudieran reunirse para tomar café y comer comida vegetariana, transformaron el restaurante en lo que ahora es conocido como Hard Times. La dirección es un elemento básico de la zona del West Bank, y es un popular lugar donde pasar el tiempo para los artistas locales, músicos, estudiantes y activistas políticos. 
- Datos: Q4992897